# タトラT4 (マクデブルク市電)
この項目では、かつてČKDタトラが東側諸国へ向けて大量生産を実施した路面電車車両であるタトラT4のうち、東ドイツ（→ドイツ）のマクデブルク市電向けに製造された車両について解説する。同路線には1969年から1986年にかけて付随車のタトラB4を含めて大量生産が実施され、近代化工事が行われた車両が2012年まで営業運転に使用されていた。

## 概要
1960年代、東ドイツでは経済相互援助会議（コメコン）の意向により、新型路面電車車両の生産を国営企業からチェコスロバキアのČKDタトラへと移管することを決定した。これを受け、マクデブルクの路面電車であるマクデブルク市電にも、同社が展開するタトラカーと呼ばれる電車を導入する事が1966年6月に決定した。これを受けて生産が実施されたのが、タトラT4（電動車）およびタトラB4（付随車）である。
タトラT4は、ČKDタトラがチェコスロバキアを始めとする東側諸国に向けて展開していた片運転台のボギー車であるタトラT3を基に、東ドイツでの使用に適した構造へ設計を変更させた車両である。車両限界が狭い路線に適合するため車幅はタトラT3の2,500 mmから2,200 mmに縮小した他、信用乗車方式への対応から製造当初から車掌台が設置されていない、付随車（タトラB4）の牽引に適した電気機器の構造が採用されているなどの差異が存在した。そのうち、マクデブルク市電に導入されたのは東ドイツ向けのタトラT4DおよびタトラB4Dだった。塗装については、各都市で見られた上半分がクリーム色、下半分が赤色という組み合わせとは異なり、車体全体がアイボリーで塗られ、窓下に緑色の帯が存在するというデザインが採用された。
当初は大規模な軌道改修工事に合わせて1968年から営業運転を開始する予定であったが、チェコスロバキアで勃発した「プラハの春」の影響により、マクデブルク市電に最初の車両が到着したのは翌1969年4月となった。同月には一般公開も実施され、4月20日から1次車となる8両のT4Dが営業運転を開始した。続いて同年には2次車としてT4Dが28両、B4Dが13両導入され、以降は毎年のように導入が続いた他、市電の線路・施設の改良工事に合わせて運行範囲が順次拡大されていった。また、これらの増備に合わせて車庫の改造、変電所の改良も行われた。そして1978年までにマクデブルク市電の営業車両はT4D・B4Dに統一された。以降も1986年まで合計17次に渡って導入が実施され、T4Dは274両（1001 - 1274）、B4Dは142両（2001 - 2142）が導入された。ただし全車が揃うことはなく、最大両数を記録した1989年時点でT4Dは261両、B4Dは135両が在籍していた。編成はT4Dによる1両のみの運用（単行運転）や2両編成（T4D + T4D、T4D + B4D）に加え、1970年からは定員448人という高い輸送力を持つ3両編成（T4D + T4D + B4D）も運行された。
一方、線路の改修工事の過程で路線の一部において方向転換用のループ線が使えない事態が生じた事から、1982年にT4Dのうち13両について車体後方に運転台や前照灯などを搭載し両運転台車両とする改造が実施され、工事中の区間を走るシャトル列車に用いられた。ただし乗降扉は右側にしか存在しなかったため、折り返し運転の際には元の線路を再度走る必要があり、他の列車の走行が出来なくなるという不便が生じていた。

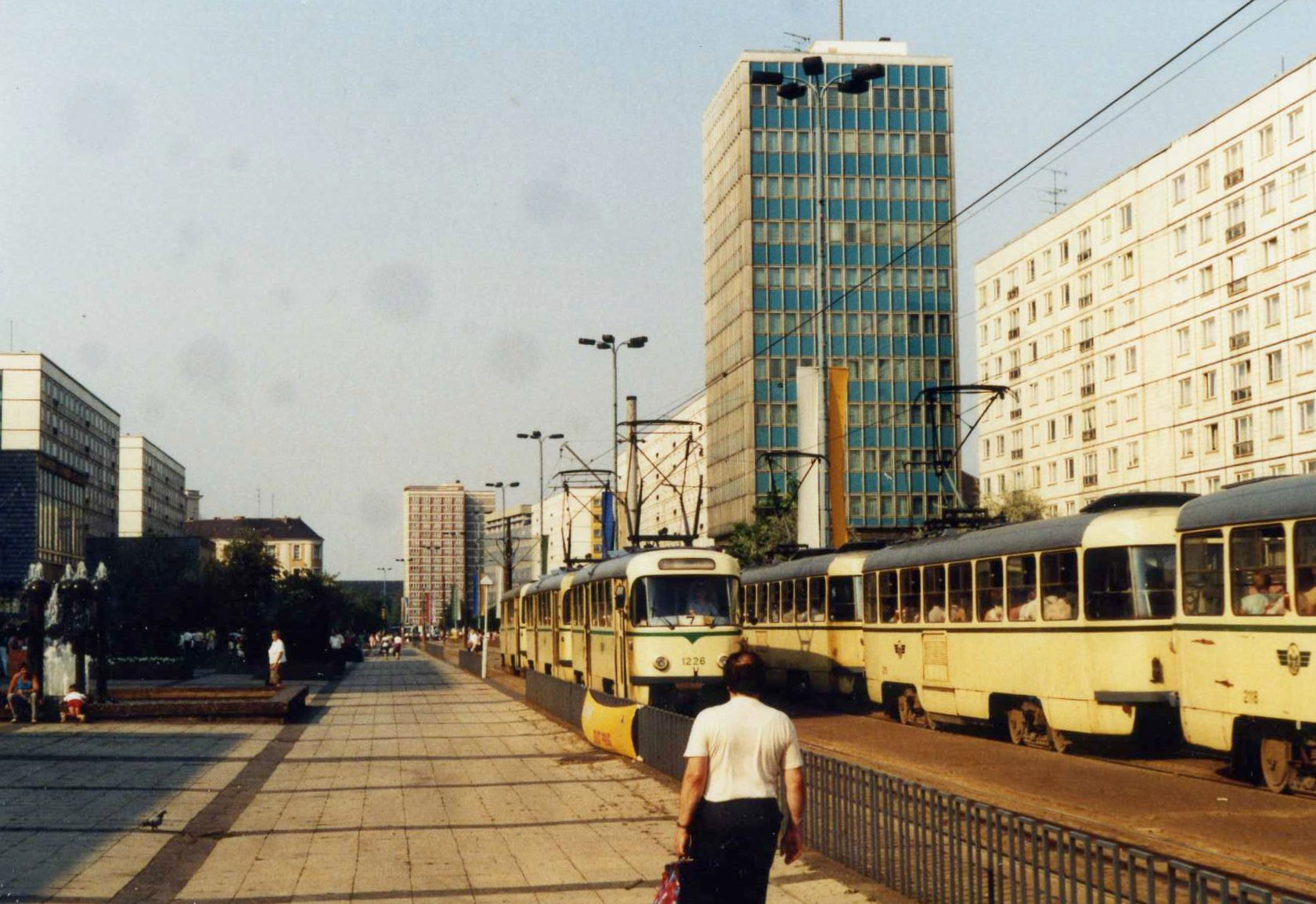
東ドイツ時代のT4D・B4D（1988年撮影）

その後、1989年から1990年にかけては後継車両と位置付けられたタトラT6A2（電動車）、B6A2（付随車）が導入されたが、社会情勢の変化や車両自体の品質の問題により大量生産が行われる事はなく、ドイツ再統一以降もマクデブルク市電の主力車両は長らくT4DやB4Dであった。そして1991年以降一部車両について腐食個所の修繕、防音・断熱性の向上、空調装置などの機器の交換、情報案内装置の設置といった更新工事が施され、対象となった車両はT4DM（63両）およびB4DM（22両）と形式名が変更された。更に1995年にはこれらに加えてT4Dの制御装置を電機子チョッパ制御に変更した車両も2両導入され、T4DCという形式名が与えられた。これらの更新車両については、未更新車両と区別するため塗装の変更が実施された。

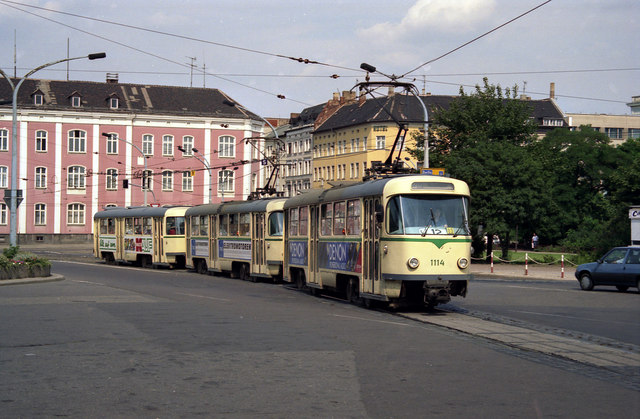
ドイツ再統一後のT4D・B4D（1991年撮影）
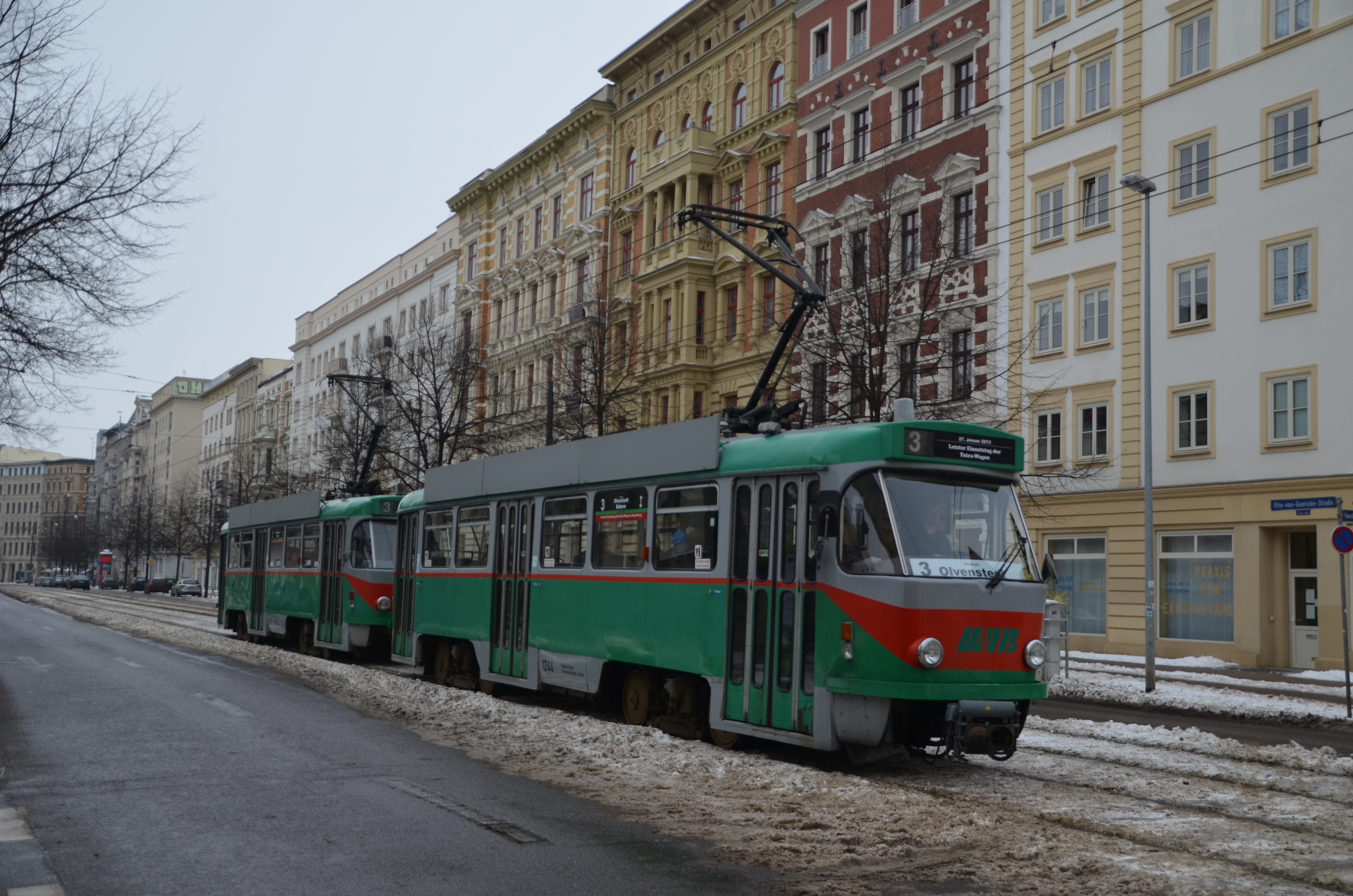
更新車両（2013年撮影）
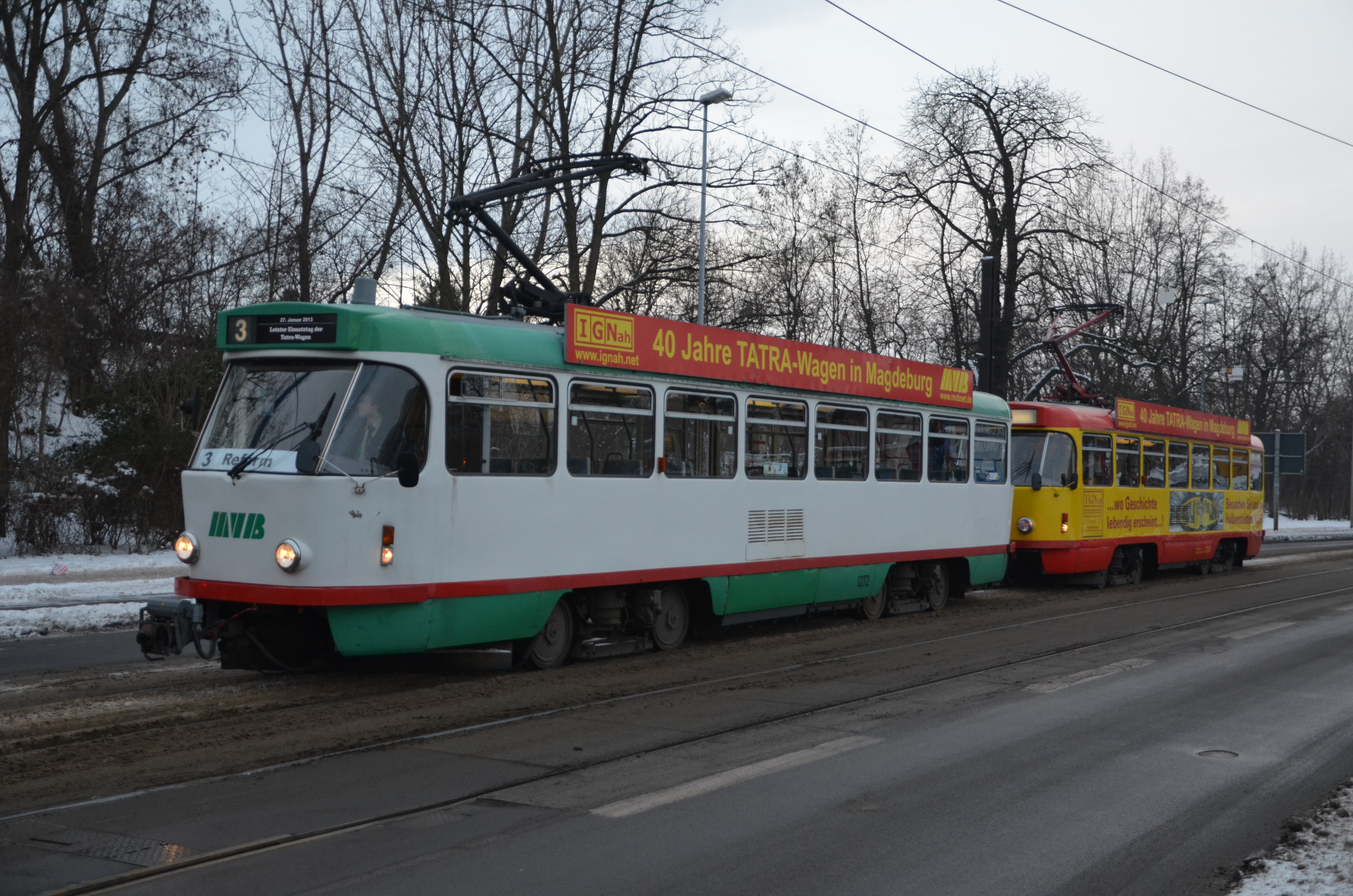
未更新車両も1990年代に塗装が変更された（2013年撮影）

だが、バリアフリーに適した超低床電車のNGT8Dの導入が1994年から始まった事でT4D・B4Dの置き換えが始まり、後述の通り他都市への譲渡も多数実施された。そして2012年10月18日をもって定期運用が終了し、翌2013年1月にさよなら運転が行われた。ただしそれ以降もマクデブルク市電には事業用車両に改造された車両が引き続き在籍している他、動態保存が行われている車両も存在する。

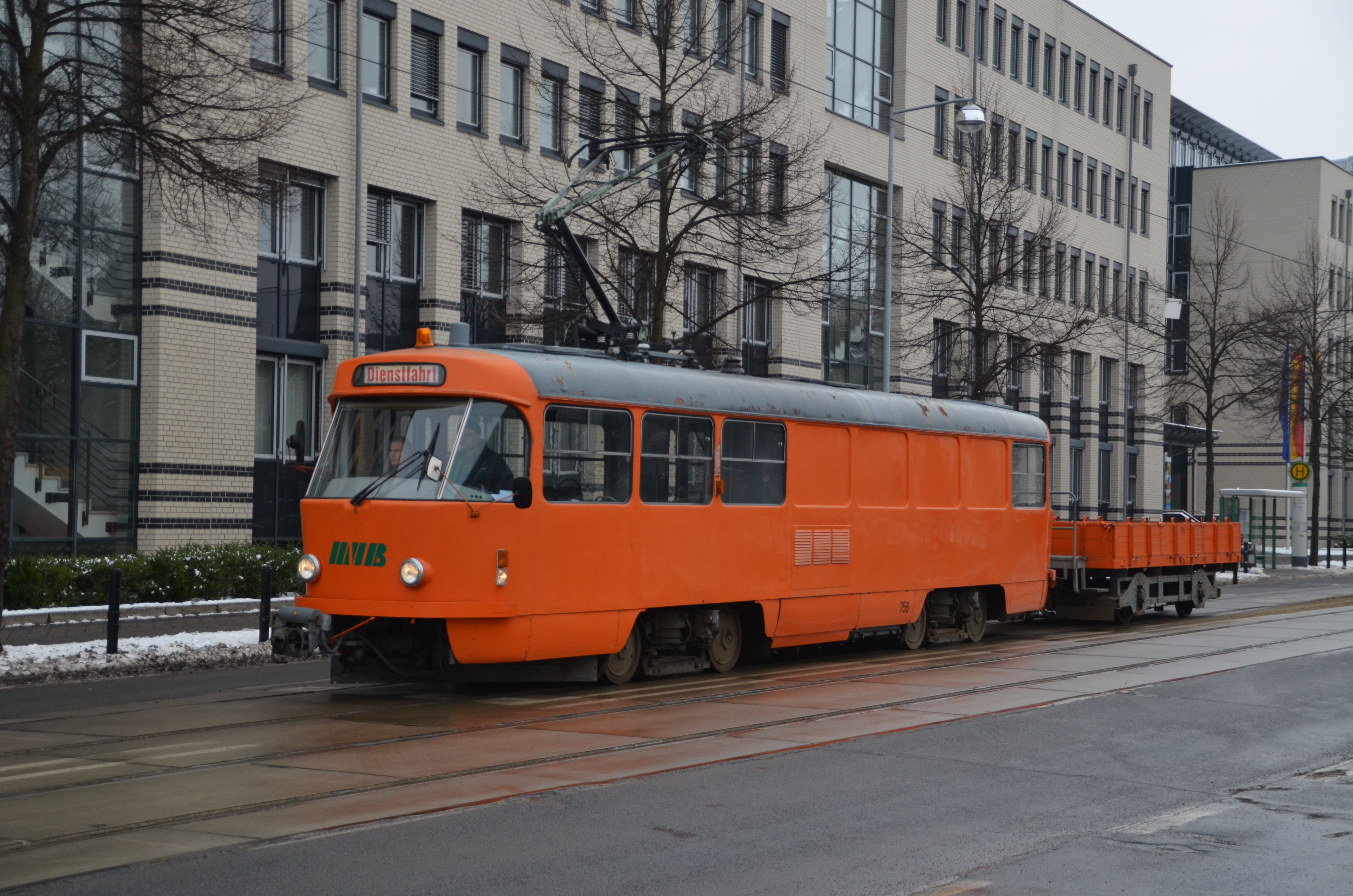
事業用車両に改造されたT4D（2013年撮影）
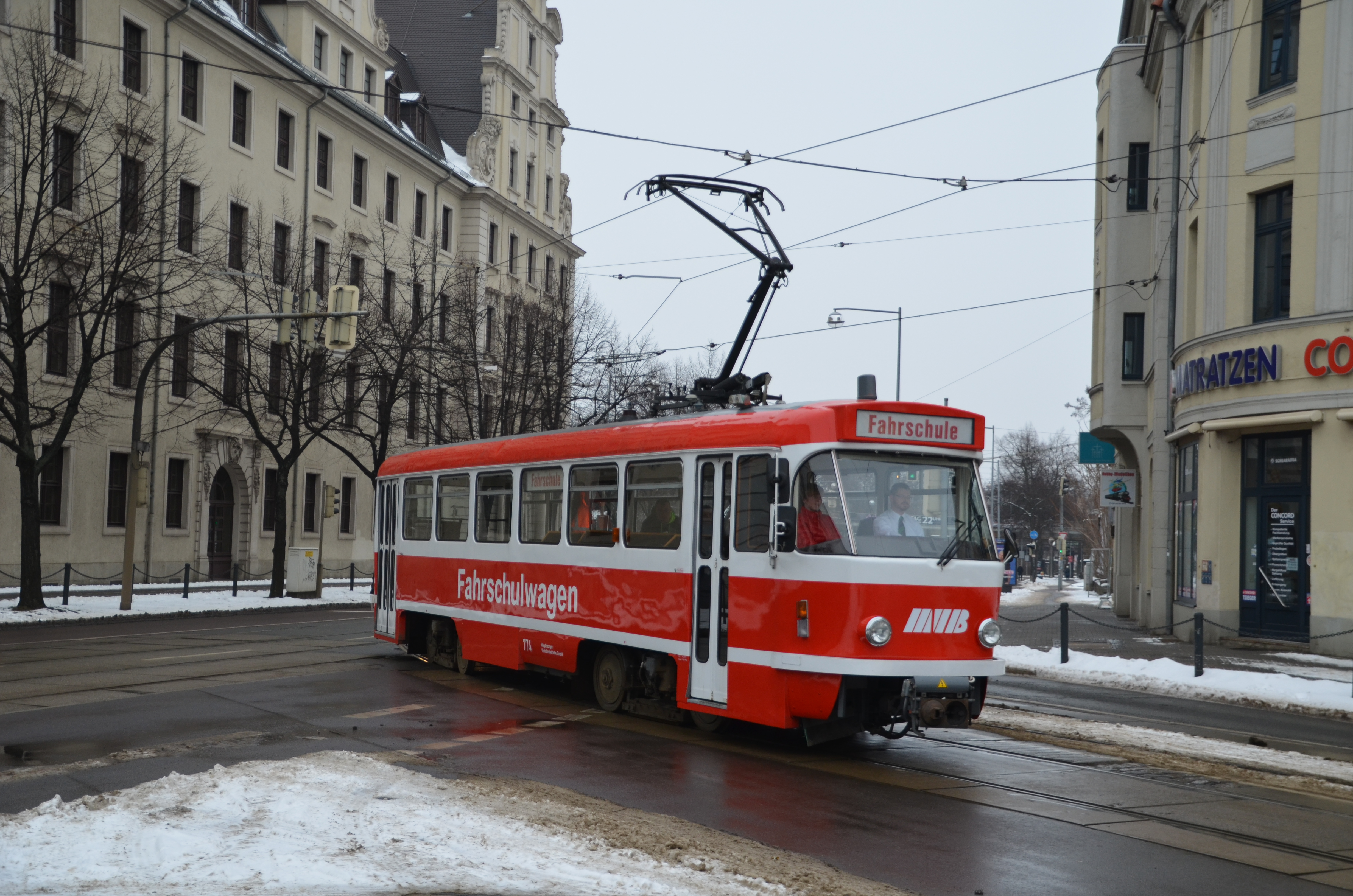
教習用車両に改造されたT4D（2013年撮影）
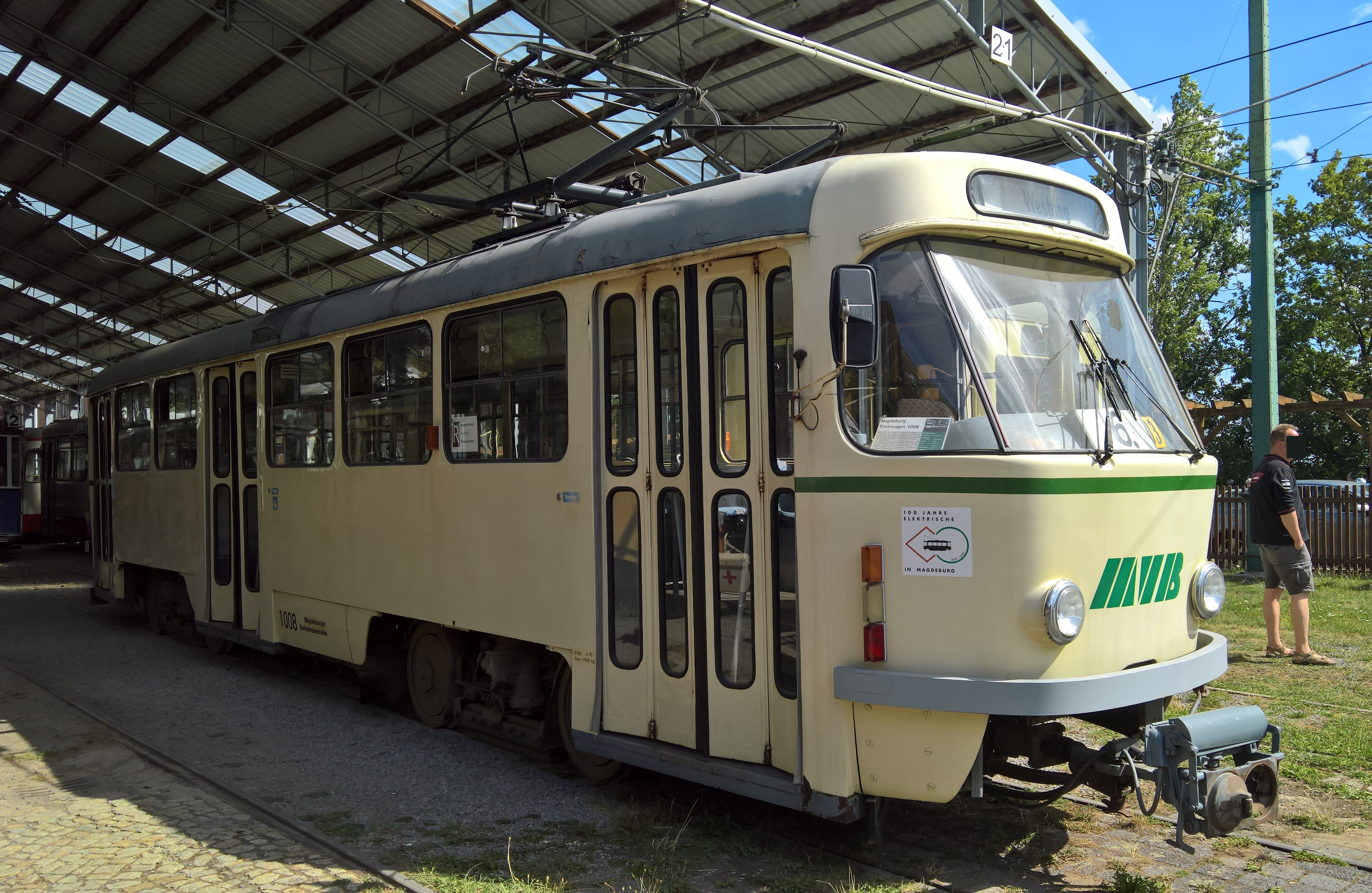
T4Dのうち1008はハノーファー路面電車博物館（ドイツ語版）で保存されている（2019年撮影）

## 譲渡
マクデブルク市電で廃車となったT4D・B4Dには解体された車両も存在したが、1994年以降多くの車両が以下の路面電車路線へ譲渡された。ただし、クルジュ＝ナポカ市電を始め既に営業運転から撤退した事例もある。
- オラデア市電（ルーマニア：オラデア）
- クルジュ＝ナポカ市電（ルーマニア：クルジュ＝ナポカ）[15]
- ガラツィ市電（ルーマニア：ガラツィ）
- ボトシャニ市電（ルーマニア：ボトシャニ）[16]
- ウラジカフカス市電（ロシア連邦：ウラジカフカス）
- サラエヴォ市電（ボスニア・ヘルツェゴビナ：サラエヴォ）
- 平壌市電（北朝鮮：平壌）

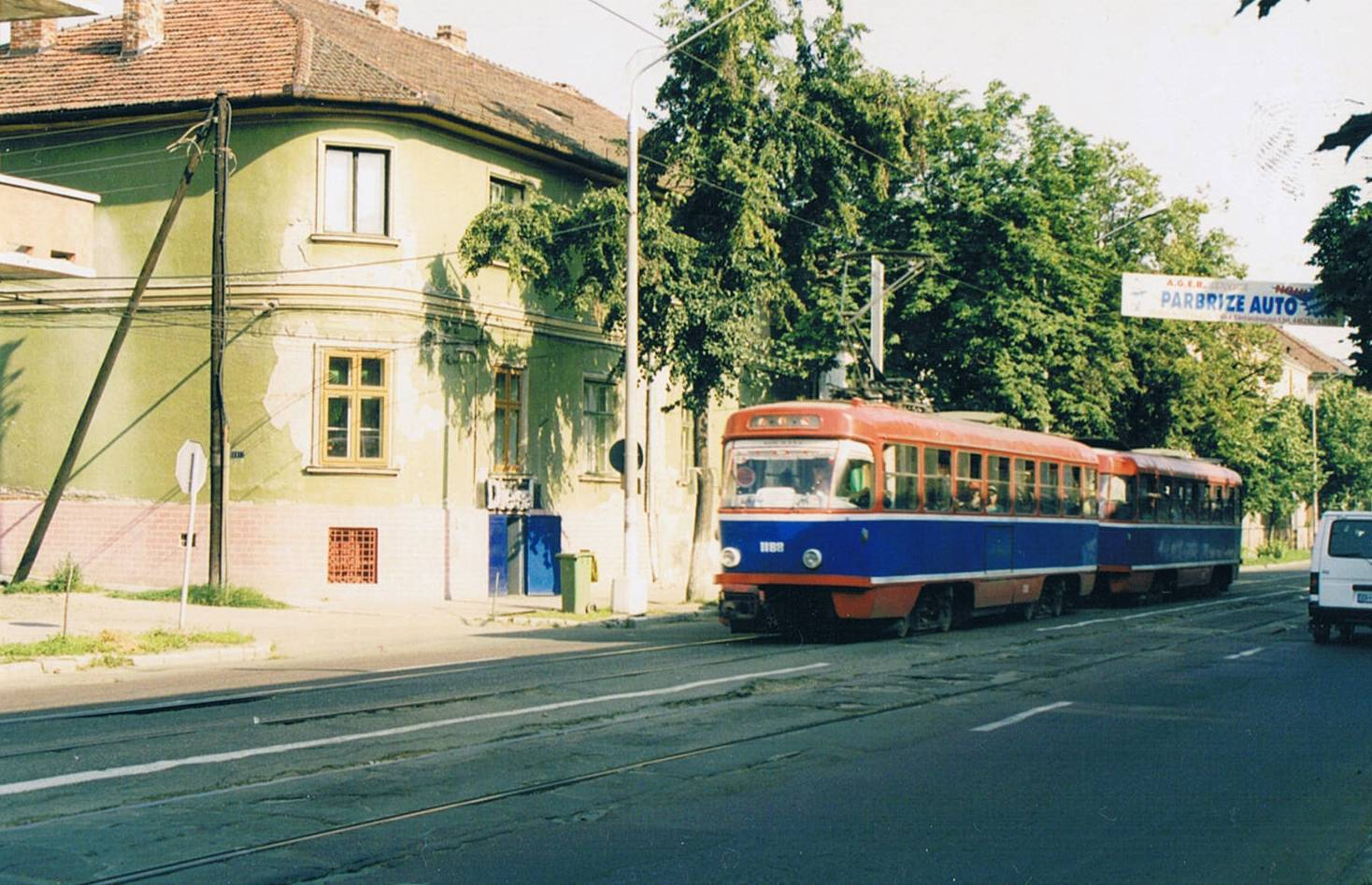
オラデア市電（オラデア） （2001年撮影）
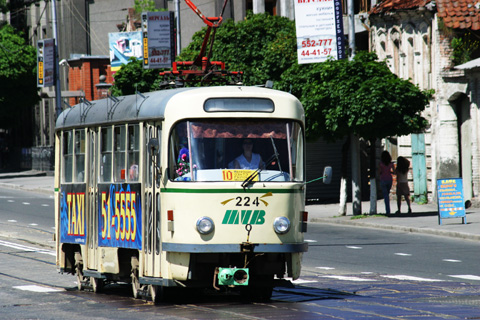
ウラジカフカス市電（ウラジカフカス） （2006年撮影）
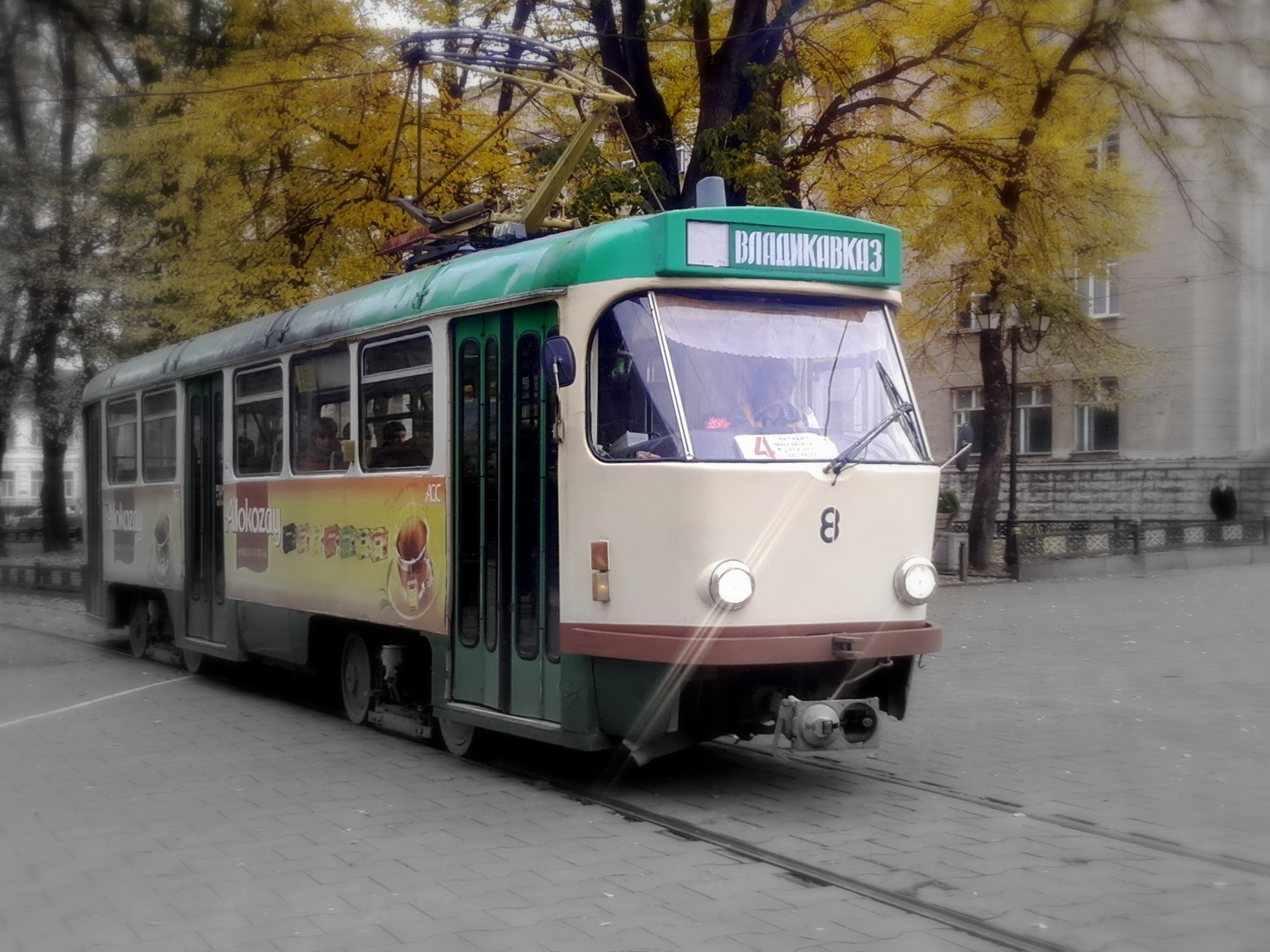
ウラジカフカス市電（ウラジカフカス） （2014年撮影）
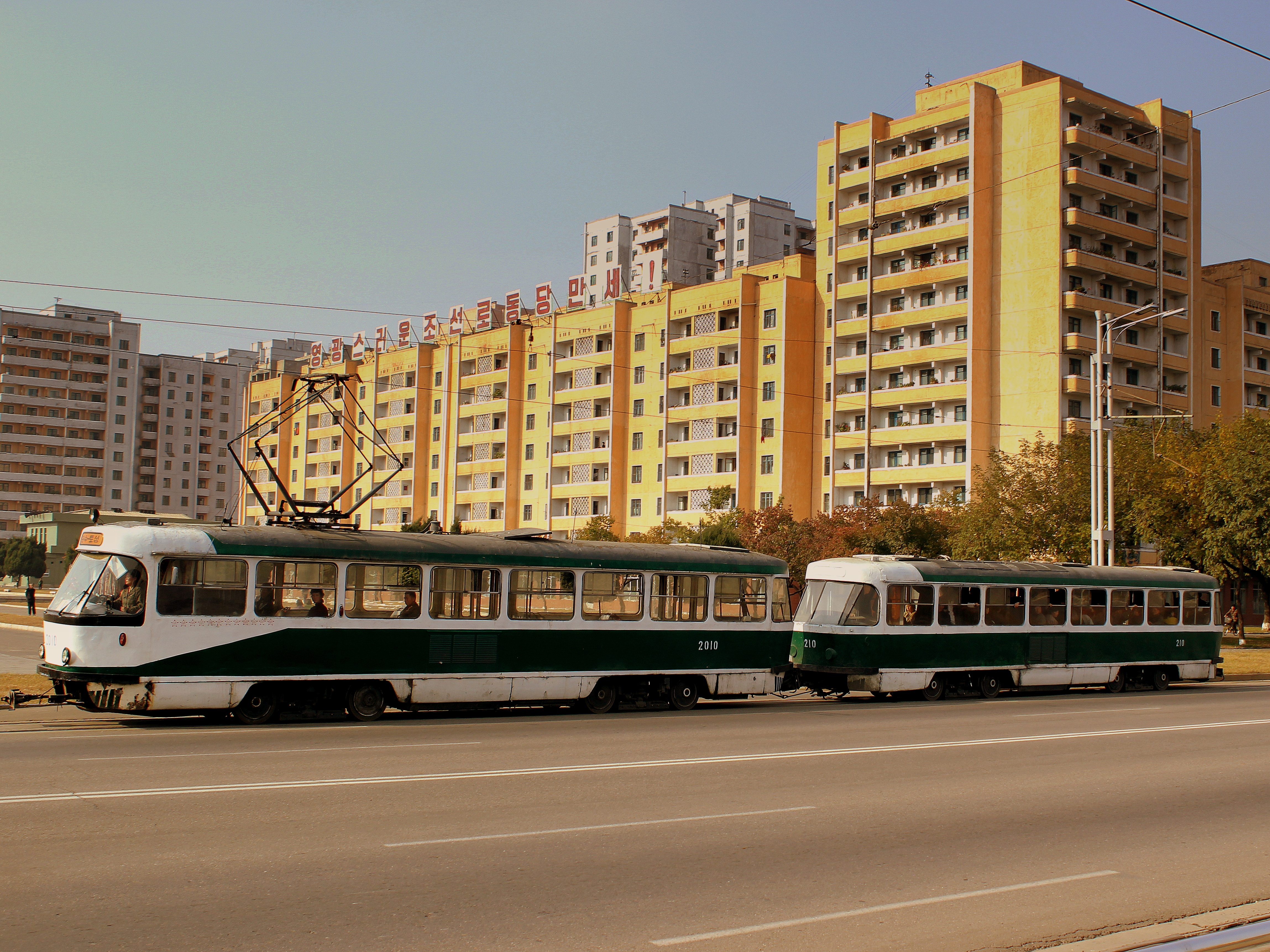
平壌市電（平壌） （2012年撮影）